# IX Spadochronowe Mistrzostwa Polski w Akrobacji Zespołowej RW-4 Ostrów Wielkopolski 2001
IX Spadochronowe Mistrzostwa Polski w Akrobacji Zespołowej RW-4 Ostrów Wielkopolski 2001 – odbyły 26–28 września 2001 na lotnisku Ostrów Wielkopolski-Michałków. Gospodarzem Mistrzostw był Aeroklub Ostrowski, a organizatorem Aeroklub Ostrowski i Aeroklub Polski. Do dyspozycji skoczków był samolot An-28. Skoki wykonywano z wysokości 3 050 metrów (10 000 stóp) i opóźnieniem 35 sekund. Wykonano 6 kolejek skoków.

## Rozegrane kategorie
Mistrzostwa rozegrano w jednej kategorii:
- Akrobacja zespołowa RW-4.

## Kierownictwo Mistrzostw
- Dyrektor Mistrzostw – Tadeusz Malarczyk
- Sędzia Główny – Ryszard Koczorowski
- Kierownik Sportowy – Jan Isielenis
- Kierownik Skoków – Waldemar Wilczyński
- Komisja sędziowska – Mariusz Puchała, Jacek Zych, Artur Gosiewski, Artur Milczewski i Mirosław Rapita.

Źródło: 

## Medaliści
Medalistów IX Międzynarodowych Spadochronowych Mistrzostw Polski w Akrobacji Zespołowej RW-4 Ostrów Wielkopolski 2001 podano za: Lidia Kosk: Wyniki Mistrzostw Polski w Formation Skydiving, lata 1989–2014. [dostęp 2021-02-08]. (pol.).
| Konkurencja              | Złoto              | Srebro         | Brąz             |
| Akrobacja zespołowa RW-4 | PSYCHO TEAM Poznań | WOSSP Oleśnica | WKS Wawel Kraków |

## Wyniki
Wyniki Uczestników IX Międzynarodowych Spadochronowych Mistrzostw Polski w Akrobacji Zespołowej RW-4 Ostrów Wielkopolski 2001 podano za: Jan Isielenis, Archiwum Sekcji Spadochronowej Aeroklubu Gliwickiego, 2001. Brak numerów stron w książce
W Mistrzostwach brało 30 zawodników reprezentujących udział 6 zespołów  Polska.
| Klasyfikacja – Akrobacja zespołowa RW-4 | Klasyfikacja – Akrobacja zespołowa RW-4 | Klasyfikacja – Akrobacja zespołowa RW-4 | Klasyfikacja – Akrobacja zespołowa RW-4 | Klasyfikacja – Akrobacja zespołowa RW-4 | Klasyfikacja – Akrobacja zespołowa RW-4 | Klasyfikacja – Akrobacja zespołowa RW-4 | Klasyfikacja – Akrobacja zespołowa RW-4 | Klasyfikacja – Akrobacja zespołowa RW-4 |
| --------------------------------------- | --- | --------------------------------------- | --------------------------------------- | --------------------------------------- | --------------------------------------- | --------------------------------------- | --------------------------------------- | --------------------------------------- |
| Miejsce                                 | Drużyna | Kolejka                                 | Kolejka                                 | Kolejka                                 | Kolejka                                 | Kolejka                                 | Kolejka                                 | Razem                                   |
| Miejsce                                 | Drużyna | I                                       | II                                      | II                                      | IV                                      | V                                       | VI                                      | Razem                                   |
| 1                                       | PSYCHO TEAM Poznań (Aeroklub Poznański) Marek Nowakowski, Sebastian Dratwa, Bartosz Staśkiewicz, Grzegorz Kucharczyk, Piotr Walasek (kamera) | 7                                       | 7                                       | 7                                       | 8                                       | 9                                       | 7                                       | 45                                      |
| 2                                       | WOSSP Oleśnica Wojciech Białobrodzki, Andrzej Lamach, Dariusz Kapela, Piotr Augustyniak, Radosław Stępiński (kamera)                         | 6                                       | 5                                       | 7                                       | 5                                       | 6                                       | 7                                       | 36                                      |
| 3                                       | WKS Wawel Kraków Marcin Bielecki, Stanisław Gruszka, Rafał Zgierski, Piotr Gądek, Mariusz Nowak (kamera)                                     | 2                                       | 5                                       | 6                                       | 4                                       | 6                                       | 7                                       | 30                                      |
| 4                                       | FOCUS Rybnik (Aeroklub ROW) Jarosław Pawłowski, Sebastian Sobczak, Mariusz Koba, Maciej Bajorski, Wiesław Radke (kamera)                     | 3                                       | 4                                       | 5                                       | 5                                       | 3                                       | 3                                       | 23                                      |
| 5                                       | LSD Zielona Góra (Aeroklub Ziemi Lubuskiej) Maciej Machowicz, Maciej Brożko, Zuzanna Zamecznik, Arkadiusz Bienias, Piotr Biskupski (kamera)  | 3                                       | 4                                       | 3                                       | 4                                       | 5                                       | 3                                       | 22                                      |
| 6                                       | WILD STREAM Białystok (Aeroklub Białostocki) Cezary Bołdak, Seweryn Bołdak, Grzegorz Jankiewicz, Tomasz Ignaczuk, Tomasz Lulewicz (kamera)   | 4                                       | 1                                       | 1                                       | 5                                       | 3                                       | 3                                       | 17                                      |